# Aranguren (Guipúzcoa)
Aranguren es una casería del municipio de Abalcisqueta, Guipúzcoa. No aparece en el nomenclátor y su población se integra dentro de Abalcisqueta.

## Geografía y naturaleza
Sus casas se distribuye bajo el cerro de Santa Cruz; en la entrada de la capital del municipio; desde la carretera GI-3670 hasta monte abajo; en una zona de prados y cultivos. Se ubica una casa rural y una pequeña capilla dedicada a Santa Cruz.